# Línea 17 del Metro de São Paulo
La Línea 17 - Oro será una nueva línea que formará parte del Metro de São Paulo, en Brasil. Será la séptima línea de la red de Metro y la decimocuarta línea de la Red Metropolitana de Transportes de São Paulo. 
La línea utilizará trenes con tecnología Monorriel y sin conductores, al igual que la Línea 15 - Plata. Cuando completa,
tendrá una extensión comercial de 17,7 kilómetros y 18 estaciones y conectará, a través de un ramal, el Aeropuerto de Congonhas con la Estación Jabaquara de la Línea 1 - Azul, en una dirección, y con la Estación São Paulo-Morumbi de la Línea 4 - Amarilla en otra. Debido a restricciones financieras, solamente el tramo prioritario esta en construcción. Este tramo tendrá 7,7 km de extensión, 8 estaciones y una demanda de aproximadamente 171 000 pasajeros por día.
La construcción de la línea fue iniciada en 2012 y el pronóstico para la finalización de los trabajos del tramo prioritario es 2026. La línea forma parte del proyecto que São Paulo presentó para albergar la Copa Mundial de Fútbol de 2014.

## Proyecto

Mapa futuro de la Red Metropolitana de Transporte de São Paulo, ya con la Línea 17 - Oro y todas las demás que están en construcción o expansión en este momento.

El pliego para la construcción fue publicado en noviembre de 2009, y el costo total del proyecto está estimado en 3.170 millones de reales (siendo 1.082 millones de reales prestados por el BNDES, 1.500 millones de reales del gobierno estadual y el restante de la prefectura de São Paulo), con un pronóstico de 230 mil pasajeros transportados por día cuando esté finalizada. El trazado originalmente proyectado tenía 21,5 kilómetros de extensión y sería ejecutado en tres etapas. La primera de ellas tiene 3,8 kilómetros y está prevista para diciembre del 2010, conectando la línea con el Aeropuerto de Congonhas, con una demanda inicial de 18 mil pasajeros por día. La segunda etapa, con previsión de demanda de cien mil usuarios por día e inicio de operaciones en 2013, tendrá 10,8 kilómetros y conectará las estaciones Morumbi, de CPTM, y Jabaquara, del metro, con la línea para el aeropuerto saliendo en Y de la futura Estación Brooklin Paulista.

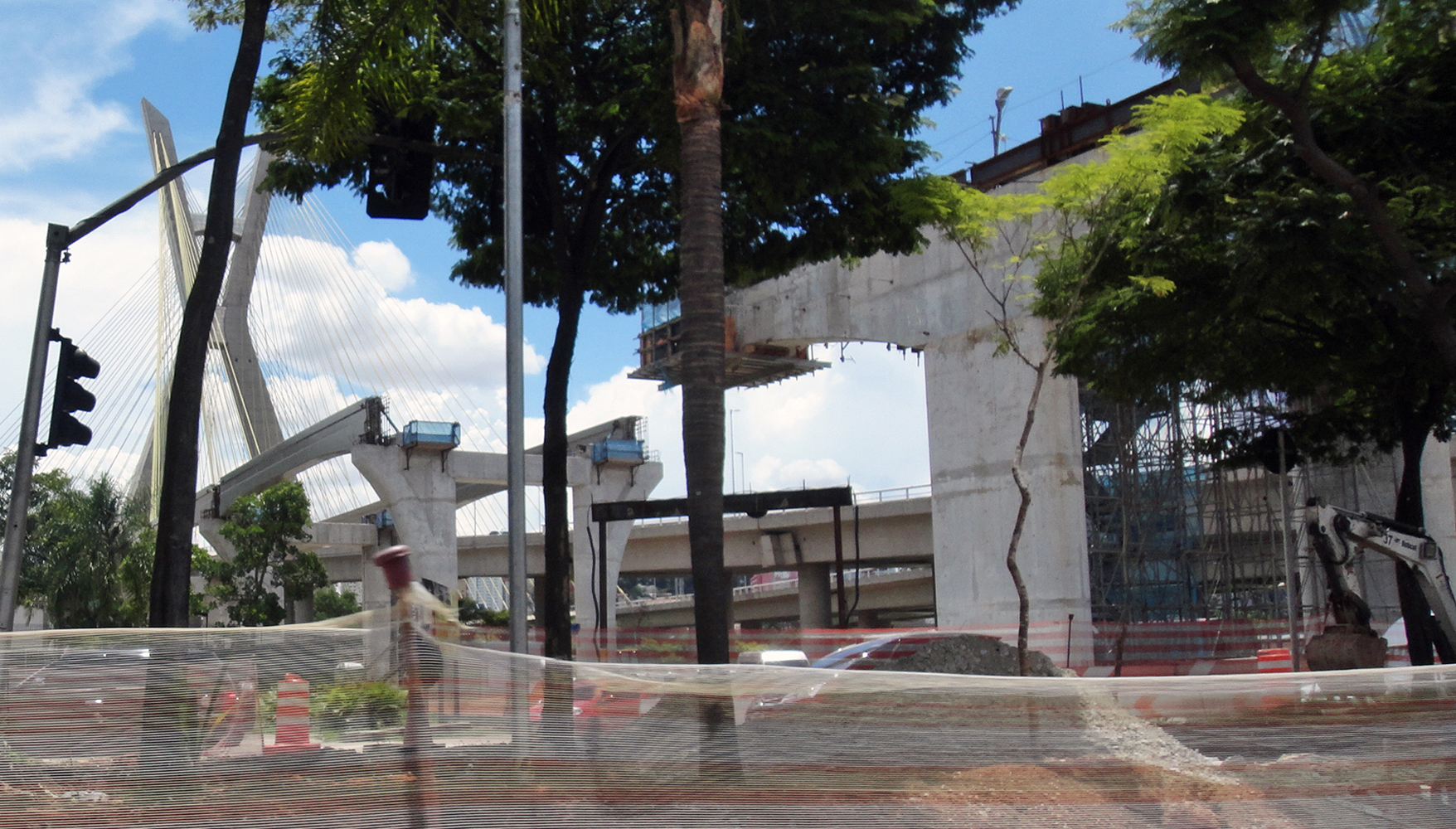
Obras de la Línea 17 en las cercanías del Puente Octávio Frias de Oliveira en febrero de 2015.

Para disminuir la cantidad de expropiaciones, la idea inicial era hacer un monorriel suspendido por pilares, muchos de estos en los canteros centrales de grandes avenidas, con composiciones de tracción eléctrica sobre caucho. La altura de las estaciones será entre doce y quince metros, y las plataformas deberán tener puertas de vidrio sincronizadas a la abertura de las puertas de los trenes, de la misma manera que en la Línea 4 - Amarilla. Un arquitecto conocido por el Jornal da Tarde en octubre del 2009 se preocupaba con una posible "agresión al paisaje urbano" causada por el tramo elevado: "Se puede solucionar el problema del transporte y provocar otro, urbanístico." Entonces el secretário adjunto de los Transportes Metropolitanos, João Paulo de Jesus Lopes, defendió la idea en junio del 2010: "La gran ventaja del monorriel es que su implementación es más rápida, y se integra bien con el medio urbano, evita muchas desapropiaciones y los trenes serán entregados más rápido por ser estándares."
Un estudio ambiental hablaba en agosto del 2010 de "reducción en la calidad de vida de la población" vecina, citando el impacto visual del monorriel y el aumento de la circulación de peatones como causas. Para el gobierno estadual, entretanto, la línea representaría una ganancia ambiental, pues eliminaría 585 de las 855 líneas de Ómnibus que sirven las regiones de Ibirapuera y de Santo Amaro, lo que generaría una reducción de 247 kilos de monóxido de carbono en el aire por día. Habitantes próximos al tramo de la futura línea en Morumbi y dueños de casas sujetas a expropiación reclamaron del proyecto en reunión con representantes del Metro el 19 de agosto de 2010, pero el presidente de la Unión de Pobladores de Paraisópolis dijo al Jornal da Tarde que "el metro [allí] es un sueño que la comunidad espera hace mucho tiempo".
Cuando la FIFA rechazó el Estádio Morumbi como una de las sedes de la Copa Mundial de Fútbol de 2014, la prensa llegó a comunicar que la línea no sería más una prioridad del gobierno, pero esto fue negado cuando el gobernador Alberto Goldman afirmó, el 30 de junio de 2010, que la línea estaría finalizada en 2013. "Los préstamos están pedidos, están confirmados y esperamos que la liberación de los recursos suceda de inmediato", dijo Goldman.
Debido a restricciones financieras, en 2015 se decidió congelar la construcción de los tramos cuyas obras aún no habían comenzado. El tramo prioritario tendrá 7,7 km de extensión, 8 estaciones, una demanda de aproximadamente 171 000 pasajeros por día y estará inaugurado en 2026.

## Características

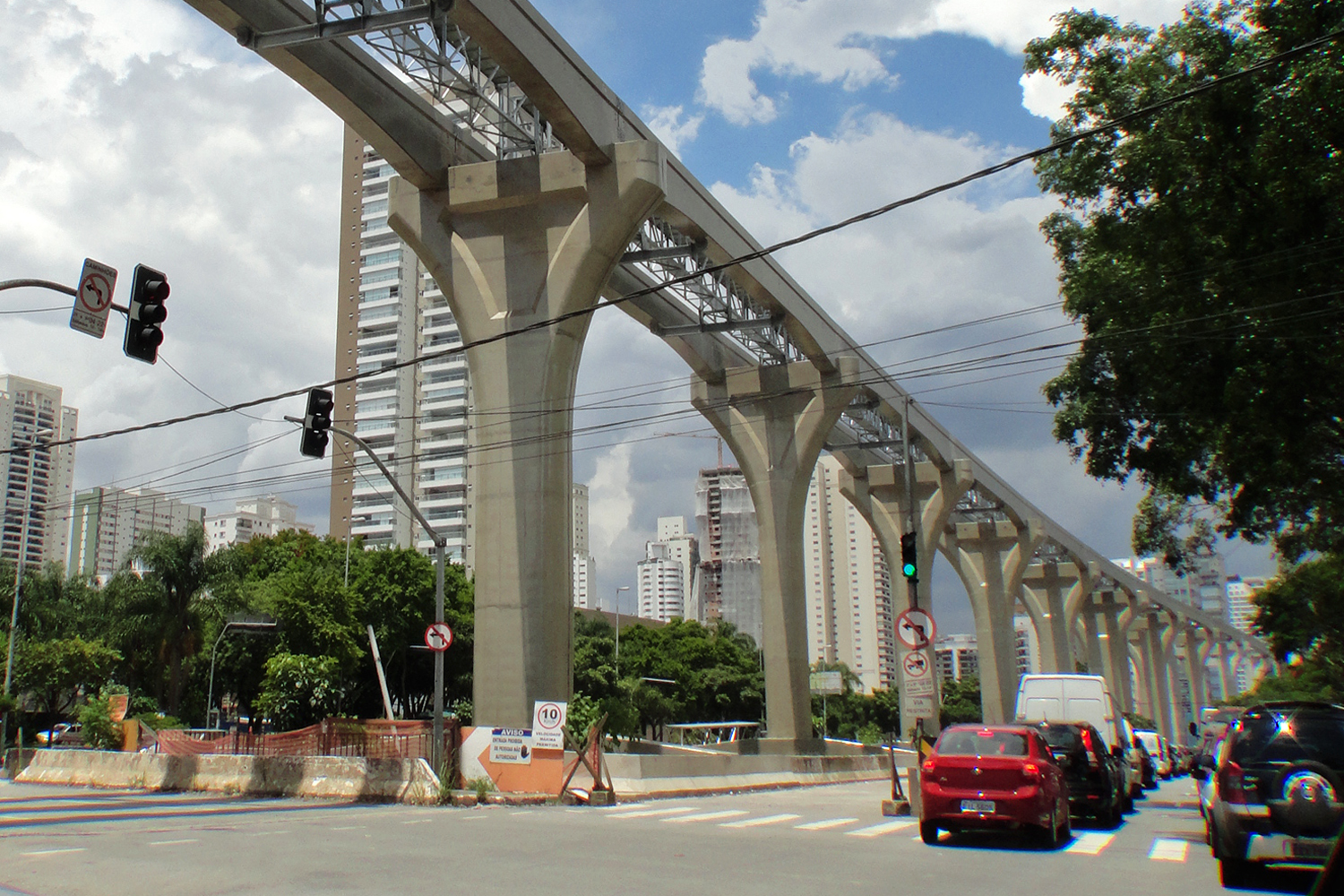
Obras de la Línea 17 en la Avenida Jornalista Roberto Marinho.

### Estaciones
| Sigla | Estación               | Integración         | Plataformas | Posición | Situación atual                                   | Distrito     |
| ----- | ---------------------- | ------------------- | ----------- | -------- | ------------------------------------------------- | ------------ |
| ?     | Jabaquara              | Línea 1 - Azul      | ?           | ?        | Estación finalizada; integración en proyecto.     | Jabaquara    |
| ?     | Hospital Saboia        | -                   | ?           | ?        | En proyecto.                                      | Jabaquara    |
| ?     | Cidade Leonor          | -                   | ?           | ?        | En proyecto.                                      | Jabaquara    |
| ?     | Vila Babilônia         | -                   | ?           | ?        | En proyecto.                                      | Jabaquara    |
| ?     | Vila Paulista          | -                   | ?           | ?        | En proyecto.                                      | Jabaquara    |
| ?     | Jardim Aeroporto       | -                   | ?           | ?        | En construcción.                                  | Campo Belo   |
| ?     | Congonhas (Aeropuerto) | -                   | ?           | ?        | En construcción.                                  | Campo Belo   |
| ?     | Brooklin Paulista      | -                   | ?           | ?        | En construcción.                                  | Campo Belo   |
| ?     | Vereador José Diniz    | -                   | ?           | ?        | En construcción.                                  | Campo Belo   |
| ?     | Campo Belo             | Línea 5 - Lila      | ?           | ?        | En construcción; integración en construcción.     | Moema        |
| ?     | Vila Cordeiro          | -                   | ?           | ?        | En construcción.                                  | Itaim Bibi   |
| ?     | Chucri Zaidan          | -                   | ?           | ?        | En construcción.                                  | Itaim Bibi   |
| ?     | Morumbi                | Línea 9 - Esmeralda | ?           | ?        | Estación finalizada; integración en construcción. | Santo Amaro  |
| ?     | Panamby                | -                   | ?           | ?        | En proyecto.                                      | Vila Andrade |
| ?     | Paraisópolis           | -                   | ?           | ?        | En proyecto.                                      | Vila Andrade |
| ?     | Américo Maurano        | -                   | ?           | ?        | En proyecto.                                      | Morumbi      |
| ?     | Estádio Morumbi        | -                   | ?           | ?        | En proyecto.                                      | Morumbi      |
| ?     | São Paulo-Morumbi      | Línea 4 - Amarilla  | ?           | ?        | Estación finalizada; integración en proyecto.     | Morumbi      |